# Liechtenstein na Zimowych Igrzyskach Olimpijskich 2022
Liechtenstein na Zimowych Igrzyskach Olimpijskich 2022 – występ kadry sportowców reprezentujących Liechtenstein na igrzyskach olimpijskich, które odbyły się w Pekinie, w Chińskiej Republice Ludowej, w dniach 4-20 lutego 2022 roku.
Reprezentacja Liechtensteinu liczyła dwoje zawodników – kobietę i mężczyznę.
Był to dwudziesty start Liechtensteinu na zimowych igrzyskach olimpijskich.

## Ceremonia otwarcia igrzysk
Chorążym reprezentacji podczas ceremonii otwarcia igrzysk był prezes Liechtensteińskiego Komitetu Olimpijskiego Stefan Marxer, gdyż w wydarzeniu nie wziął udziału żaden z zawodników reprezentujących barwy Liechtensteinu.

## Reprezentanci

### Biegi narciarskie
| Zawodnik      | Konkurencja              | Kwalifikacje | Kwalifikacje | Ćwierćfinały | Ćwierćfinały | Półfinały | Półfinały | Finał   | Finał   | Finał   | Źródło |
| Zawodnik      | Konkurencja              | Czas         | Miejsce      | Czas         | Miejsce      | Czas      | Miejsce   | Czas    | Strata  | Miejsce | Źródło |
| ------------- | ------------------------ | ------------ | ------------ | ------------ | ------------ | --------- | --------- | ------- | ------- | ------- | ------ |
| Nina Riedener | bieg indywidualny kobiet | —            | —            | —            | —            | —         | —         | 33:49,0 | +5:42,7 | 69.     | [ 2 ]  |
| Nina Riedener | bieg łączony kobiet      | —            | —            | —            | —            | —         | —         | 52:55,1 | +8:41,4 | 57.     | [ 2 ]  |

### Narciarstwo alpejskie
| Zawodnik       | Konkurencja              | 1 przejazd | 1 przejazd | 2 przejazd | 2 przejazd | Łącznie | Łącznie | Źródło |
| Zawodnik       | Konkurencja              | Czas       | Pozycja    | Czas       | Pozycja    | Czas    | Pozycja | Źródło |
| -------------- | ------------------------ | ---------- | ---------- | ---------- | ---------- | ------- | ------- | ------ |
| Marco Pfiffner | superkombinacja mężczyzn | 1:45,11    | 13.        | 51,29      | 9.         | 2:36,40 | 11.     | [ 3 ]  |
| Marco Pfiffner | supergigant mężczyzn     | —          | —          | —          | —          | 1:23,66 | 28.     | [ 3 ]  |
| Marco Pfiffner | zjazd mężczyzn           | —          | —          | —          | —          | 1:45,79 | 28.     | [ 3 ]  |